# Hedda
Hedda (bra Hedda) é um filme britânico de 1975, do gênero drama, escrito e dirigido por Trevor Nunn, baseado na peça Hedda Gabler, de Henrik Ibsen, publicada em 1890.

## Premiações
| Prêmio             | Categoria                | Recipiente            | Resultado |
| ------------------ | ------------------------ | --------------------- | --------- |
| Oscar 1976         | Melhor atriz             | Glenda Jackson        | Indicado  |
| Globo de Ouro 1976 | Melhor filme estrangeiro | Robert Enders (prod.) | Indicado  |
| Globo de Ouro 1976 | Melhor atriz - drama     | Glenda Jackson        | Indicado  |

## Elenco
| Ator/Atriz        | Personagem     |
| ----------------- | -------------- |
| Glenda Jackson    | Hedda Gabler   |
| Peter Eyre        | Jørgen Tesman  |
| Timothy West      | Juiz Brack     |
| Jennie Linden     | Thea Elvsted   |
| Patrick Stewart   | Ejlert Løvborg |
| Constance Chapman | Tia Julia      |
| Pam St. Clement   | Berthe         |

## Sinopse
Hedda é uma mulher voluntariosa, de espírito livre, controladora, casada sem amor com o fraco professor George. Entediada, ela começa a brincar com a vida dos vizinhos até ser chantageada pelo lascivo juiz Brack. Ele promete ficar de boca fechada desde que ela aceite tornar-se sua amante.